# Vriesepoortshof
De Vriesepoortshof is een hofje in de binnenstad van de stad Dordrecht, in de Nederlandse provincie Zuid-Holland. Het hofje bestaat in totaal uit 23 huizen, waarvan een aantal huizen naast elkaar zijn samengevoegd tot een grotere woning.

## Oorsprong van de straatnaam
De Vriesepoortshof ontleent zijn naam aan de voormalige stadspoort Vriesepoort uit 1604-1833 die bij de Vriesebrug heeft gestaan. De naam 'Vriese' is afkomstig van Heinric de Vriese uit 1278, die schepen (wethouder) was en later burgemeester van Dordrecht. De verwijzing 'schepen' is ook te vinden op het straatnaambord.

## Geschiedenis

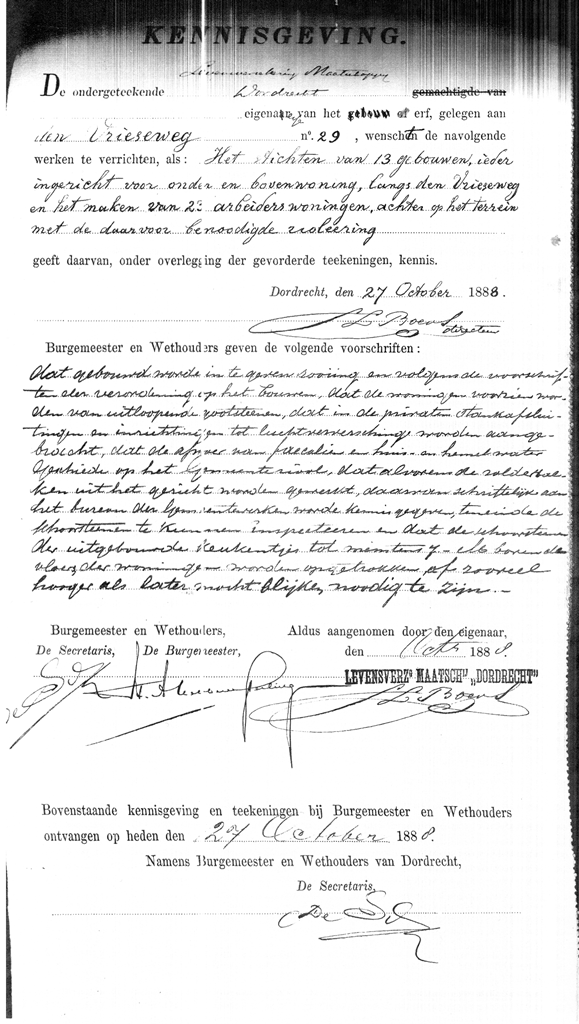
Bouwvergunning

Op 27 oktober 1888 verleende de gemeente Dordrecht een bouwvergunning aan de directeur F.L. Broers van Levensverzekeringsmaatschappij "Dordrecht" (die tegenwoordig bekendstaat als AEGON) voor het stichten van 13 gebouwen, ieder ingericht voor onder- en bovenwoning, langs de Vrieseweg (panden aangrenzend aan de Vriesepoortshof) en het maken van 23 arbeiderswoningen achter op het terrein (Vriesepoortshof) met daarvoor benodigde riolering.
Tot 2002 stond het hofje vol met geparkeerde auto's en liep er een smalle stoep langs de woningen. De bewoners besloten toen gezamenlijk om de Vriesepoortshof autovrij te maken. Hierbij werd de bestrating aangepast, werden er perkjes aangelegd en werd er straatverlichting geïnstalleerd. Sindsdien heeft het hofje een gemoedelijk karakter gekregen.

## Woningen
Iedere woning had in 1888 een woonoppervlakte van 88 m² en was nog niet voorzien van een doucheruimte of elektriciteit, maar had wel gasverlichting. In de loop der tijd zijn alle woningen door de bewoners afzonderlijk gerenoveerd, waarbij in de meeste gevallen alleen de voorgevel behouden is gebleven.

## Bouwtekeningen

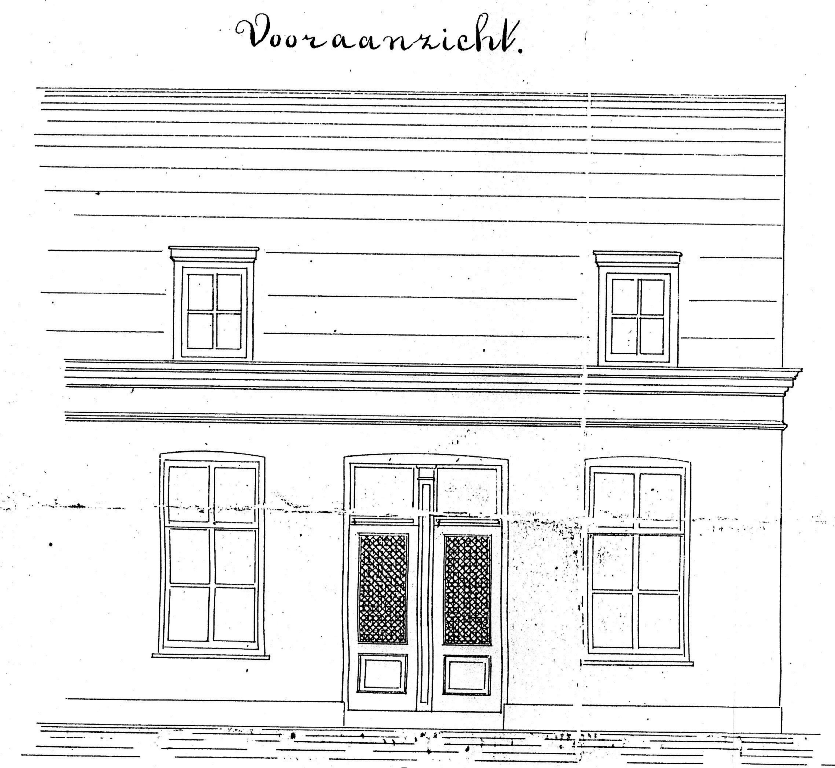
Vooraanzicht
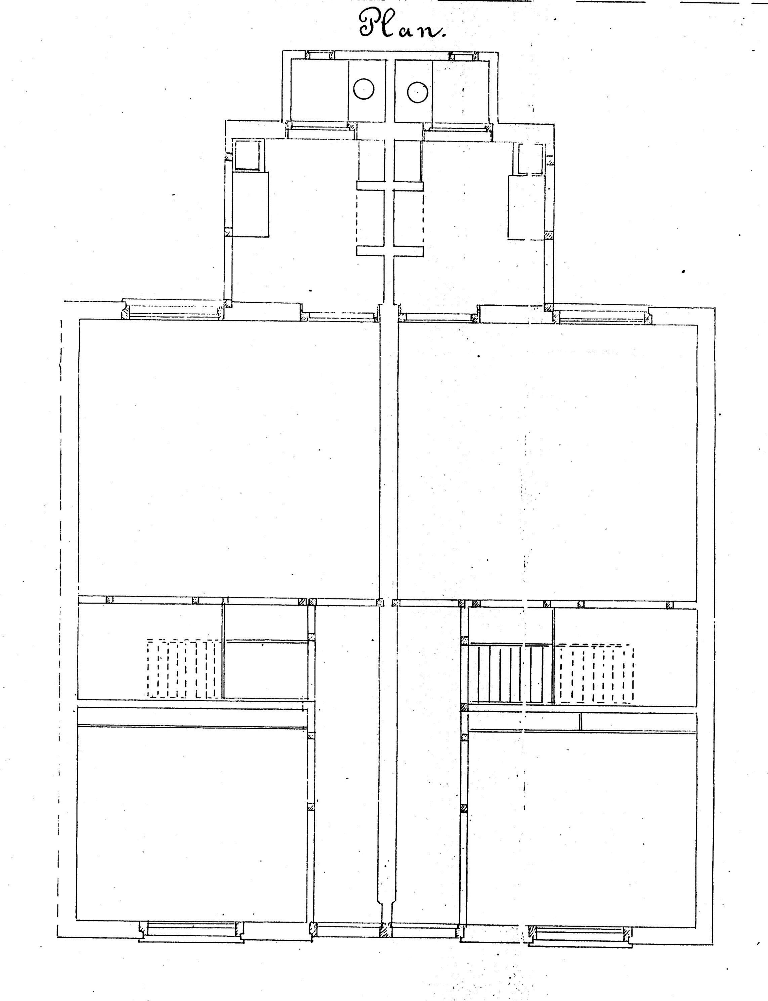
Bovenaanzicht
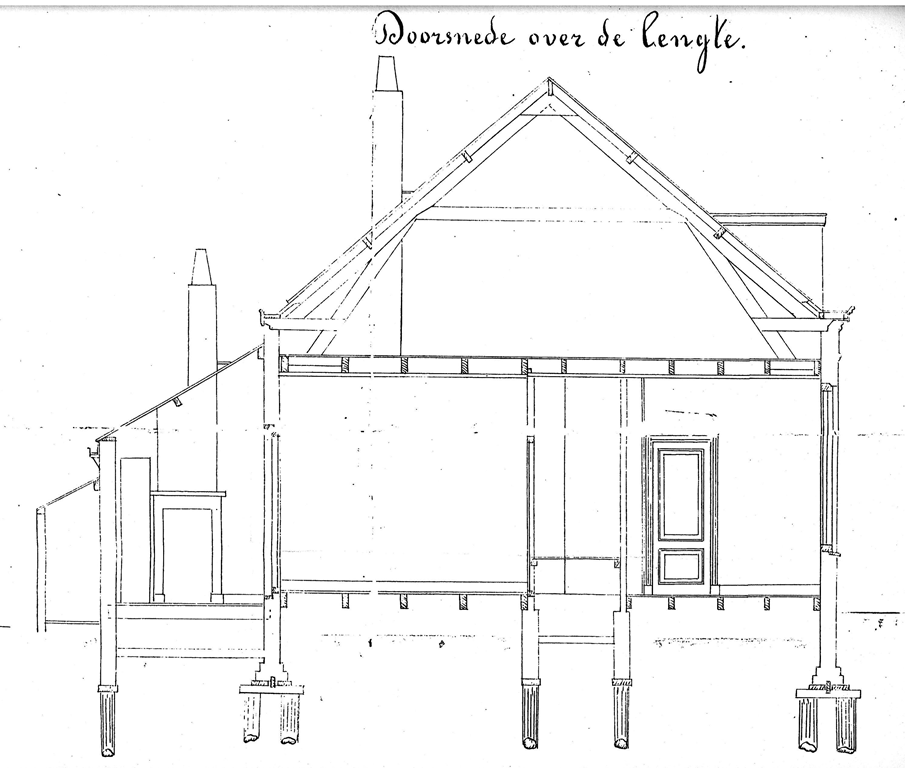
Doorsnede
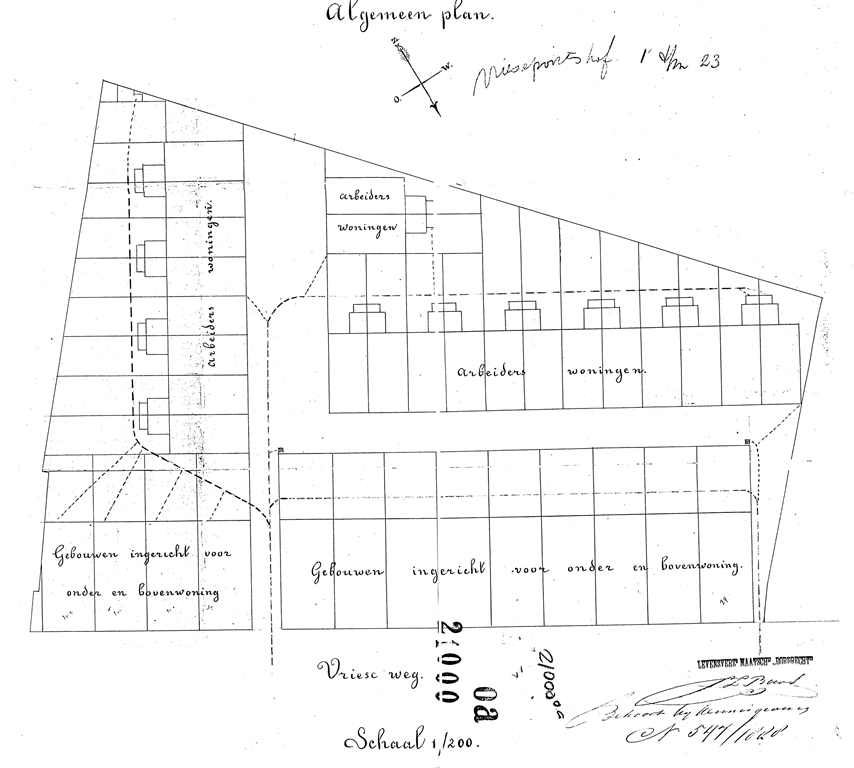
Plattegrond